# SPHEREx
Ten artykuł dotyczy trwającego wydarzenia. Informacje w nim zamieszczone mogą się zmienić lub zdezaktualizować wraz z postępem zdarzenia, a początkowe doniesienia mogą być niepewne. Ostatnie zmiany tego artykułu mogą nie odzwierciedlać najbardziej aktualnych informacji.
SPHEREx (ang. Spectro-Photometer for the History of the Universe, Epoch of Reionization, and Ices Explorer) – teleskop kosmiczny, który czterokrotnie przeprowadzi przegląd całego nieba w celu zmierzenia widm w zakresie światła widzialnego i bliskiej podczerwieni rejestrując dane o około 450 milionach galaktyk i 100 milionach gwiazd.

## Historia
Projekt SPHEREx jest rozwinięciem misji CIBER (zakończonej w 2014) i CIBER-2 (rozpoczętej w 2021) prowadzonych przez zespół naukowców pod przewodnictwem Jamesa J. Bocka, profesora fizyki na Caltech. 19 grudnia 2014 zespół przedstawił w NASA projekt badawczy, który 30 lipca 2015 został wybrany do dalszego rozwoju koncepcyjnego (faza A) w ramach programu Small Explorer (SMEX). 19 lipca 2016 został złożony raport podsumowujący fazę A. 15 grudnia zespół przedłożył rozwiniętą wersję SPHEREx jako Medium-Class Explorer (MIDEX). 4 stycznia 2017 NASA odrzuciła pierwszy projekt (został wybrany IXPE), a 9 sierpnia wybrała, wraz z dwiema innymi konkurencyjnymi misjami Arcus, oraz Fast Infrared Exoplanet Spectroscopy Survey Explorer (FINESSE), rozwiniętą wersję w ramach MIDEX. Każdy z zespołów otrzymał 2 miliony dolarów na dopracowanie koncepcji misji w ciągu dziewięciu miesięcy.
13 lutego 2019 SPHEREx został wybrany przez NASA, a misja została zatwierdzona do rozpoczęcia budowy.
7 stycznia 2021 NASA ogłosiła, że misja weszła w fazę C, co oznacza, że wczesne plany projektowe zostały zatwierdzone i zespoły mogą rozpocząć ostateczny projekt oraz montaż sprzętu i oprogramowania.
SPHEREx wystrzelono 11 marca 2025 r. rakietą Falcon 9 wraz z mikrosatelitami PUNCH z bazy sił kosmicznych Vandenberg. Praca teleskopu rozpocznie się po około miesiącu od wyniesienia na orbitę.
Satelita jest umieszczony na okołoziemskiej, niemal biegunowej, niskiej orbicie synchronicznej względem Słońca. Satelita pozostaje cały czas w tym samym ustawieniu względem Słońca. Jest to niezbędne, aby SPHEREx mógł chronić teleskop przed światłem i ciepłem Słońca.

## Cele i planowany przebieg misji
Twórcy misji oczekują, że zebrane przez nią dane pomogą odpowiedzieć na fundamentalne pytania dotyczące pochodzenia wszechświata, formowania się galaktyk i kluczowych składników życia.
Misja skupia się na trzech zasadniczych celach
- dostarczenie danych do weryfikacji hipotez dotyczących początków wszechświata, przede wszystkim fazy inflacji,
- badanie początków i ewolucji galaktyk,
- badanie obfitości i składu wody oraz biogenicznych lodów we wczesnych fazach formowania się gwiazd i dysków planetarnych.

W ciągu 24 miesięcy satelita dokona czterokrotnej obserwacji całego nieba, mapując je w 102 pasmach kolorów, zbierając dane o ponad 300 milionach galaktyk i ponad 100 milionach gwiazd w Drodze Mlecznej, tworząc trójwymiarową mapę nieba o rozdzielczości przekraczającej dotychczas uzyskane wyniki. Analiza rozłożenia galaktyk we wszechświecie pozwoli na lepsze zrozumienie inflacji. Wielkie znaczenie będzie miało również porównanie danych uzyskanych przez SPHEREx z danymi z innych obserwatoriów. Pozwoli to m.in. na lepsze poznanie rozkładu ciemnej materii.

## Budowa

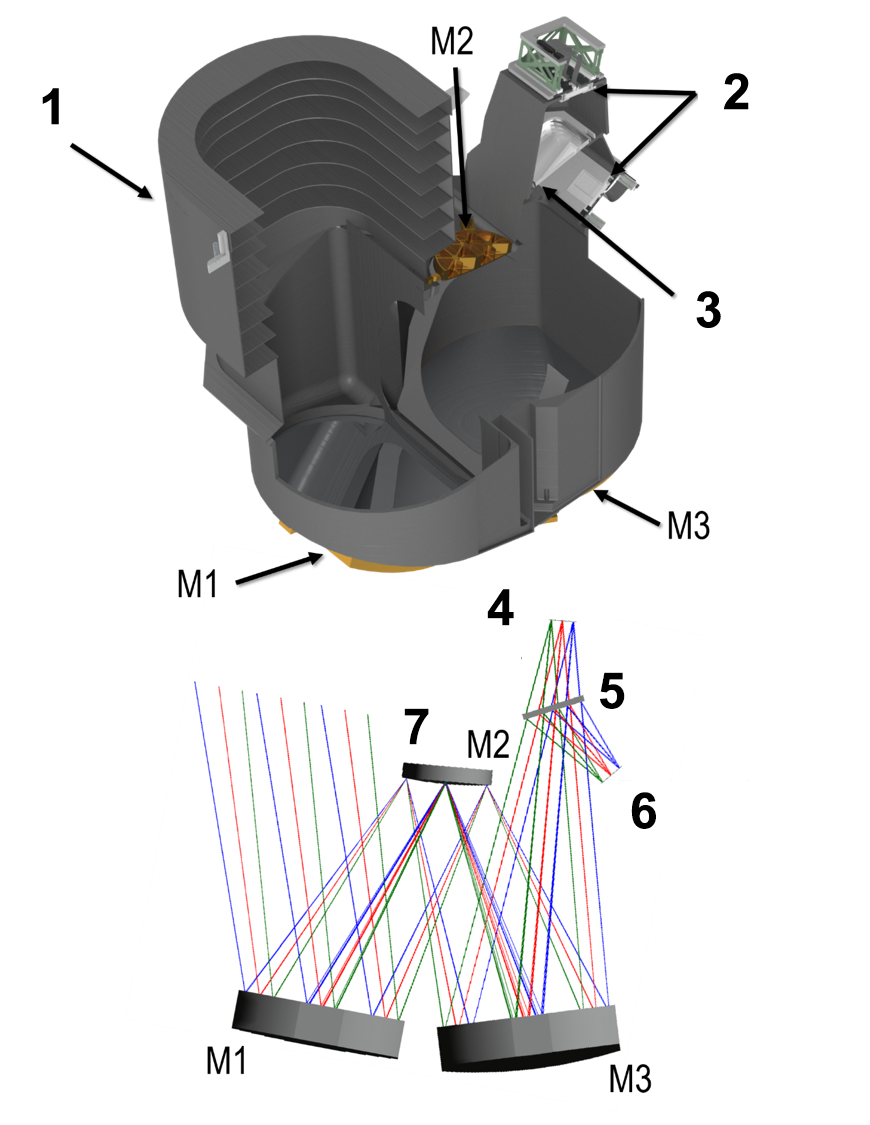
Schemat urządzenia i układu optycznego

SPHEREx jest teleskopem o średnicy 20 cm i polu widzenia 3,5° x 11°. Płaszczyzna ogniskowa ma trzy ogniska kierując światło różnej długości fali na inne detektory. Przed detektorami jest płytka dwudzielna, która odbija krótkie fale a przepuszcza długie, kierując je do oddzielnych matryc detektorów HgCdTe. Każda matryca zawiera trzy tablice detektorów 2Kx2K umieszczone za zestawem filtrów zmiennych liniowych, zapewniający wąskie pasmo rejestracji z centrum pasma, które zmienia się wzdłuż jednej osi tablicy. Unikalna optyka, detektory filtry oraz metoda pomiaru umożliwiają uzyskanie rozkładu spektralnego w 1 pasmach pomimo tego, że aparatura nie zawiera spektroskopu. Widmo źródła uzyskuje się poprzez wielokrotne naświetlanie, umieszczając dane źródło w wielu pozycjach w polu widzenia. Wymaganą temperaturę pracy (55-80 K) zapewniana pasywny układ chłodzenia. Platforma satelitarna jest wyposażona w szukacz gwiazd i dwie anteny pracujące w pasmach Ka i S zapewniające łączność z Ziemią.
Budową platformy satelitarnej zajmowała się firma Ball Aerospace & Technologies, a oprzyrządowaniem naukowym – Caltech i Jet Propulsion Laboratory. W projekcie bierze również udział Korea Astronomy and Space Science Institute, zapewniając dostęp do kriogenicznej komory testowej.

## Koszty misji
Koszty misji MIDEX są ograniczone do 250 milionów USD, nie wliczając w to pojazdu nośnego. W lutym 2019 oszacowano koszt misji (bez wyniesienia na orbitę) na 242 miliony USD. W kwietniu 2020 wstępny całkowity koszt misji skorygowano na około 395-427 milionów USD. Koszt wystrzelenia i obsługi misji jest szacowany na 98,8 mln USD.